# Virus de la encefalitis equina occidental
El virus de la encefalitis equina del oeste (VEEO) (también, virus de la encefalomielitis equina occidental, pues la enfermedad afecta también la médula espinal) es el agente causante de la encefalitis equina occidental o encefalomielitis equina occidental (EEO), una enfermedad vírica relativamente poco común. Pertenece al género Alphavirus, de la familia Togaviridae, y es un arbovirus (virus llevados por artrópodos) transmitido por mosquitos de los géneros Culex y Culiseta.
En los seres humanos, los síntomas se hacen evidentes de 4 a 10 días después de la transmisión y comprenden fiebre, dolores musculares del tipo de la gripe general y dolor de cabeza de intensidad creciente, seguidos de coma y muerte en los casos graves.
La encefalomielitis equina occidental se encuentra distribuida en América del Sur, América del Norte y el Caribe. No existen vacunas ni fármacos terapéuticos para esta infección.

## Uso como arma biológica
El virus de la encefalomielitis equina occidental formó parte de una docena de agentes que Estados Unidos estudió como potenciales armas biológicas antes de suspender ese programa.